# Seeburg (Bad Urach)
Seeburg ist seit 1975 der kleinste Stadtteil von Bad Urach. Er hat 300 Einwohner und liegt auf 596 m ü. NN.
Zwischen dem Dorf Trailfingen der Stadt Münsingen und Seeburg entspringt die Erms. Durch die beengte Lage im Ermstal hat sich Seeburg die Charakteristik eines Albdorfes erhalten.

## Geschichte
Seeburg wurde bereits im Jahre 770 urkundlich erwähnt und ist damit eine der ältesten Siedlungen im Umkreis. Das Dorf wird im Lorscher Codex von 770 (C1183-95) erwähnt. Ein Graf Wigmann von Seburc ist um 1050 mit Dorf und Burg bezeugt, 1250 fand ein Bertholdus des Sebure Erwähnung. 1556 erwarb der Herzog Christoph von Württemberg Seeburc von Hans Ludwig von Speth.
Am 1. Januar 1975 wurde Seeburg in die Stadt Urach eingegliedert.

## Sehenswürdigkeiten

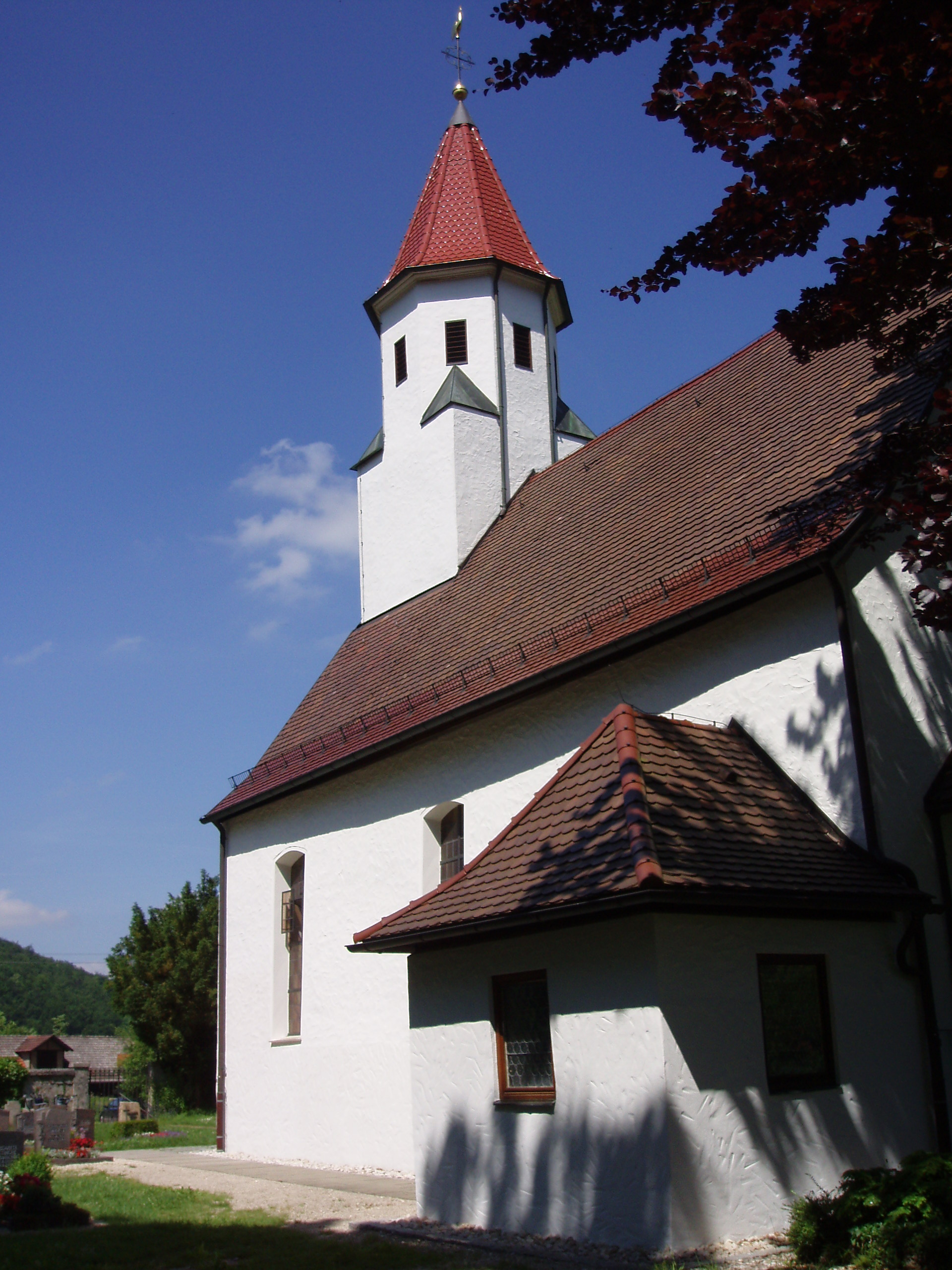
Johanneskirche

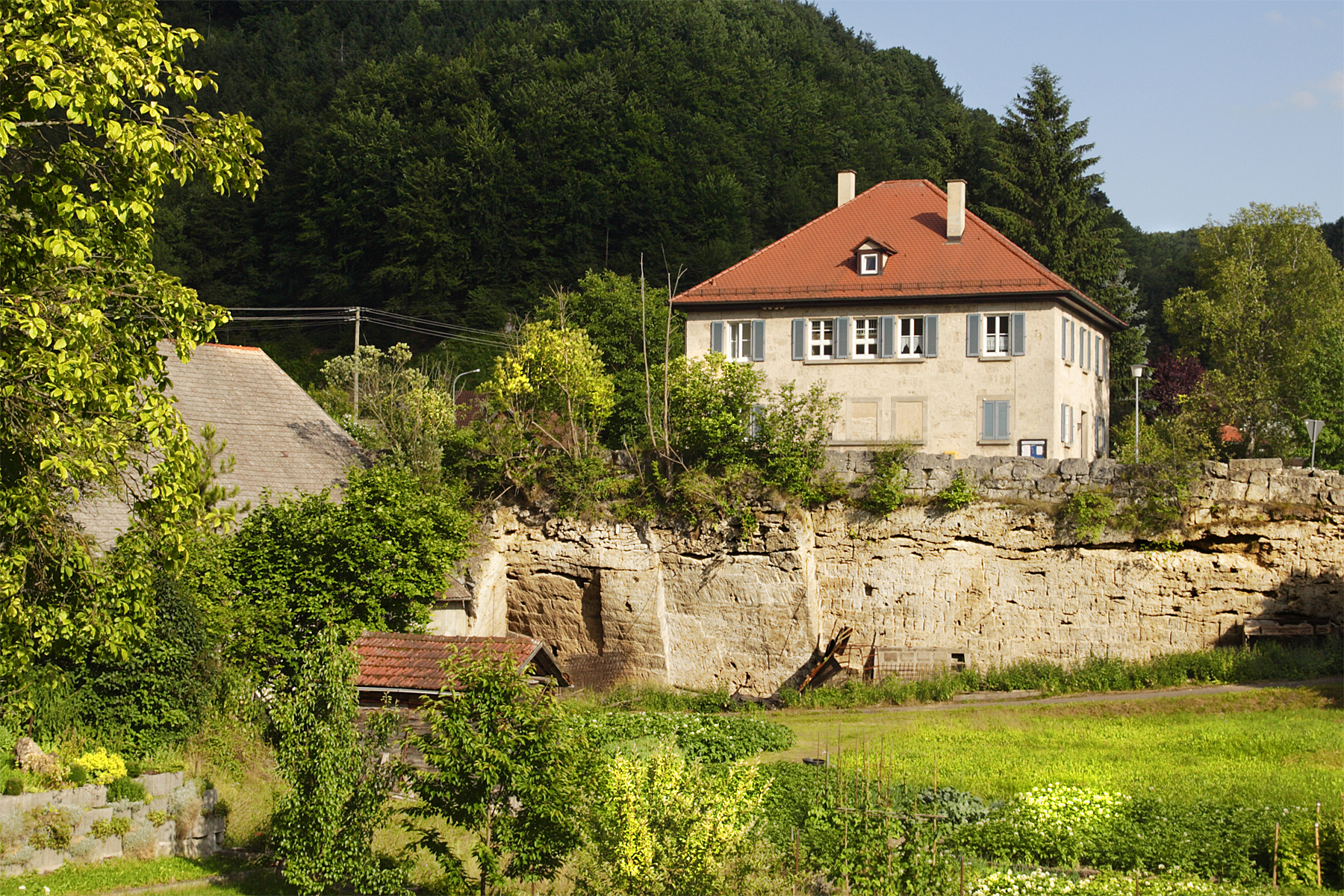
Pfarrhaus auf großer Kalktuffbarre. 6 m Kalktuffwand, Vorne: aufgegebener Steinbruch (heute ein Garten)

### Kalktuff und Bauwerke
Alt-Seeburg liegt auf Kalktuffbarren, deren Kalk aus dem Ermswasser  über mehrere Jahrhunderte chemisch ausgefällt und sedimentiert wurde. Die bis zu 34 m dicken Kalktuffschichten wurden ab ca. 1830 in vielen inzwischen aufgegebenen Steinbrüchen als begehrter, gut zu bearbeitender Baustoff abgebaut. Zahlreiche Brücken, Mauern etc. im Ort sind aus diesem Stein gefertigt.
Das einstige Pfarrhaus wurde 1616 vom berühmten Baumeister Heinrich Schickhardt restauriert. Die große Kalktuffwand unterhalb ist ein Überrest der Barre, die das Fischburger Tal nach Osten abriegelte und den historischen „Bodenlosen See“ aufstaute, und damit das eindrucksvollste Lehrstück, warum viele Steinbrüche entstanden. Der heutige Bau stammt allerdings aus dem Jahr 1836. Er ist ein Beispiel für die typische Tuffquaderarchitektur der Gegend.
Auch das Rathaus, das früher auch als Schulhaus diente, ist aus Tuffquadern erbaut. Es stammt aus dem Jahr 1815.

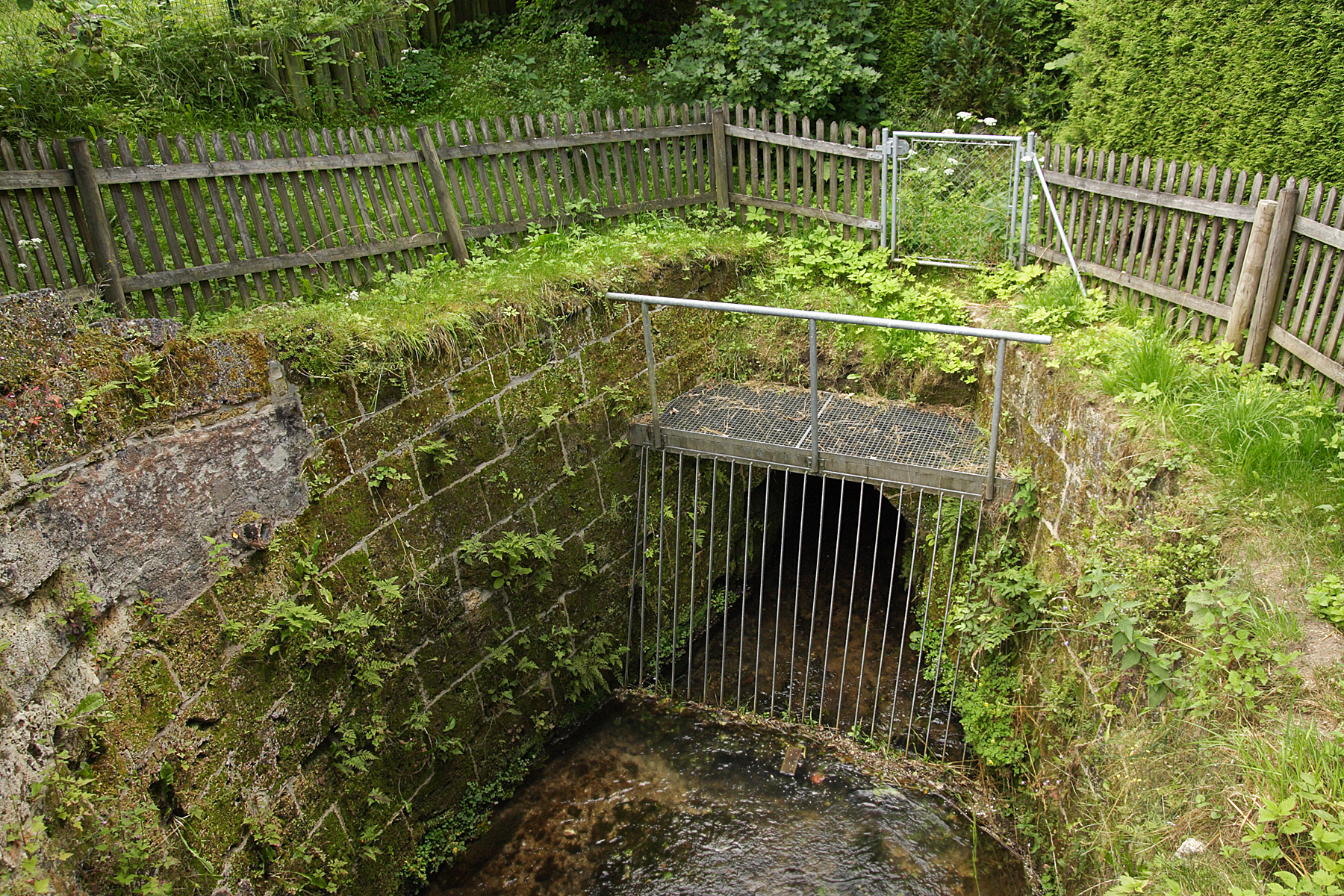
Gitter am 467 m langen, intakten, Schickhardtschen Wasserstollen, der den Fischbach seit 1620 unter Seeburg hindurchführt

Herzog Johann Friedrich von Württemberg beauftragte den Baumeister Heinrich Schickhardt 1616 damit, eine Möglichkeit zu schaffen, den von den Kalktuffbarren aufgestauten Bodenlose See jederzeit (zwecks Fischfang) vollständig entleeren zu können. Schickhardt leitete durch den Bau eines 467 m langen Stollens den aus der Tiefe der Schwäbischen Alb kommenden Fischbach 15 m unter den Kalktuffschichten Seeburgs hindurch. Mit dem 1620 fertiggestellten Stollen wurde 201 Jahre lang der See geleert. Der See wird nicht mehr gestaut, die Staufallen wurden abgebaut, der Stollen ist aber auch heute noch intakt. Der Stollen mündet unterhalb des Dorfes in die Erms. Er kann in allen geraden Jahren am Tag des offenen Denkmals im Rahmen einer Führung mit begrenzter Besucherzahl besichtigt werden. Über seinen Erbauer informiert das Ortsarchiv.

### Johanneskirche
Die Johanneskirche wurde erstmals am 11. Juni 770 im Lorscher Codex Laureshamensis im Zusammenhang mit einer Schenkung des Waldo an Abt Gundeland erwähnt. Ihre Seccomalereien in der Apsis stammen aus der Zeit um 1280. Die Kirche ist, ebenso wie ihre Orgel, denkmalgeschützt. Die Kegelladenorgel aus dem Jahr 1853 aus der Hand Johann Viktor Gruols des Jüngeren wurde 1980 restauriert. Die Kirche bildet den Mittelpunkt des Friedhofes, auf dem sich einige Grabsteine hohen Alters finden.

### Schloss Uhenfels

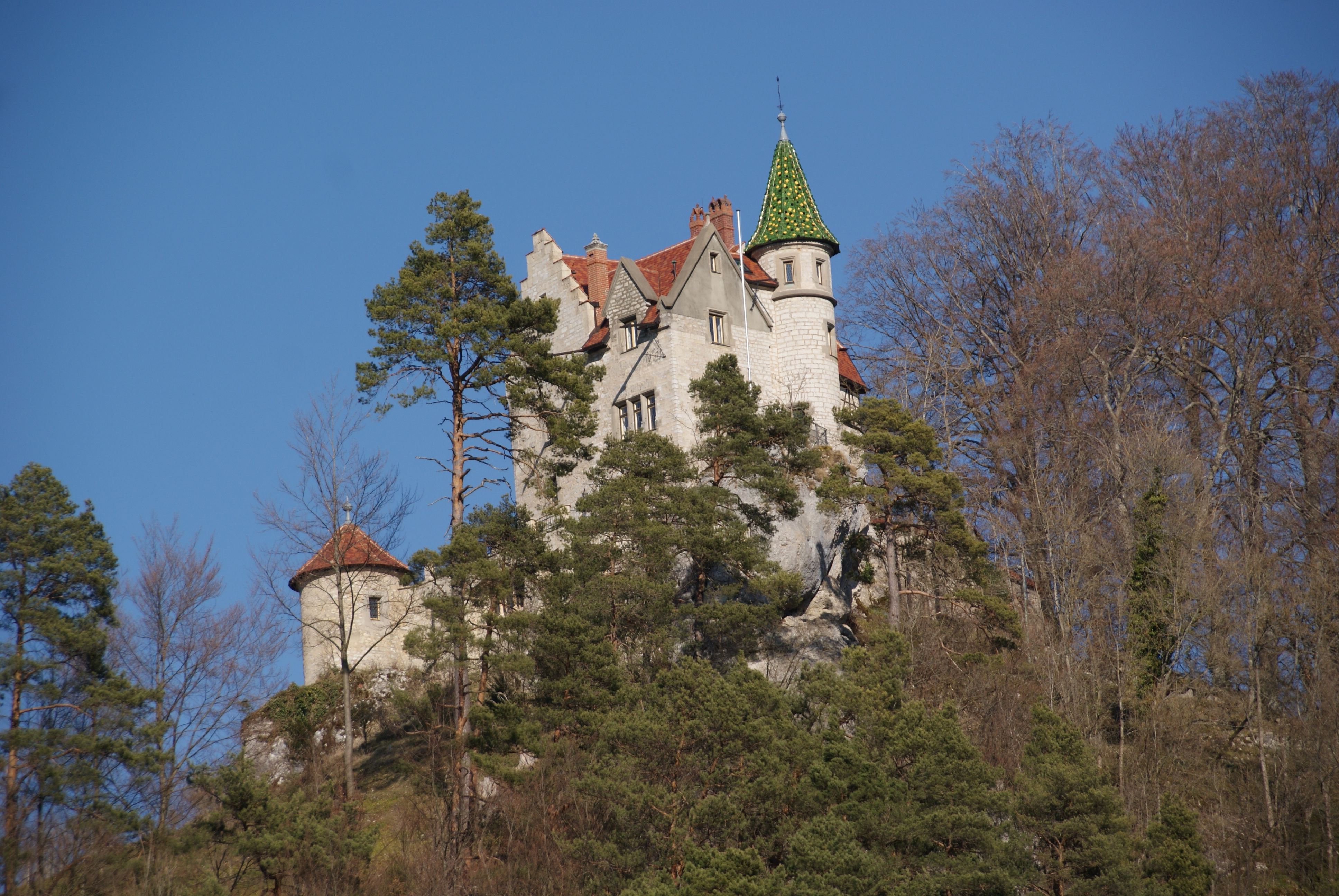
Schloss Uhenfels (2020)

Hofmarschall Ernst Wilhelm Friedrich von Hayn ließ 1872 das Schloss Uhenfels erbauen, nachdem schon sein Vater den Uhenhof erworben hatte. Ab 1899 lebten dort die Eltern des dort im Jahr 1902 geborenen späteren Bankiers Siegmund G. Warburg, Gabriel Warburg (1871–1923) und Lucie Lea Kaulla (1866–1955). Das rege gesellschaftliche Leben brach mit deren Vertreibung 1938 ab. Das Hofgut wurde 1938 „arisiert“. 1941 wurde das Schloss an Franz Fuchs verkauft und 1958 an seine Besitzer, die Familie Warburg, zurückgegeben. Im gleichen Jahr ging es in Privatbesitz über.
Danach wurden Schloss und Park vernachlässigt, bis 2009 der Unternehmer Willi Balz das Anwesen kaufte und für mehrere Millionen Euro das Gebäude sanieren und die Anlagen erneuern ließ. Geplant hatte Balz, das Schloss zum Tagungszentrum auszubauen und später selbst darin zu wohnen. Nachdem er jedoch insolvent geworden war, wurde das fast vollständig restaurierte Schloss zwangsversteigert und für nur 1,5 Millionen Euro von einer Schweizer Immobiliengesellschaft übernommen.
Schlossbesichtigungen sind nicht möglich.

### Hofgut Uhenfels

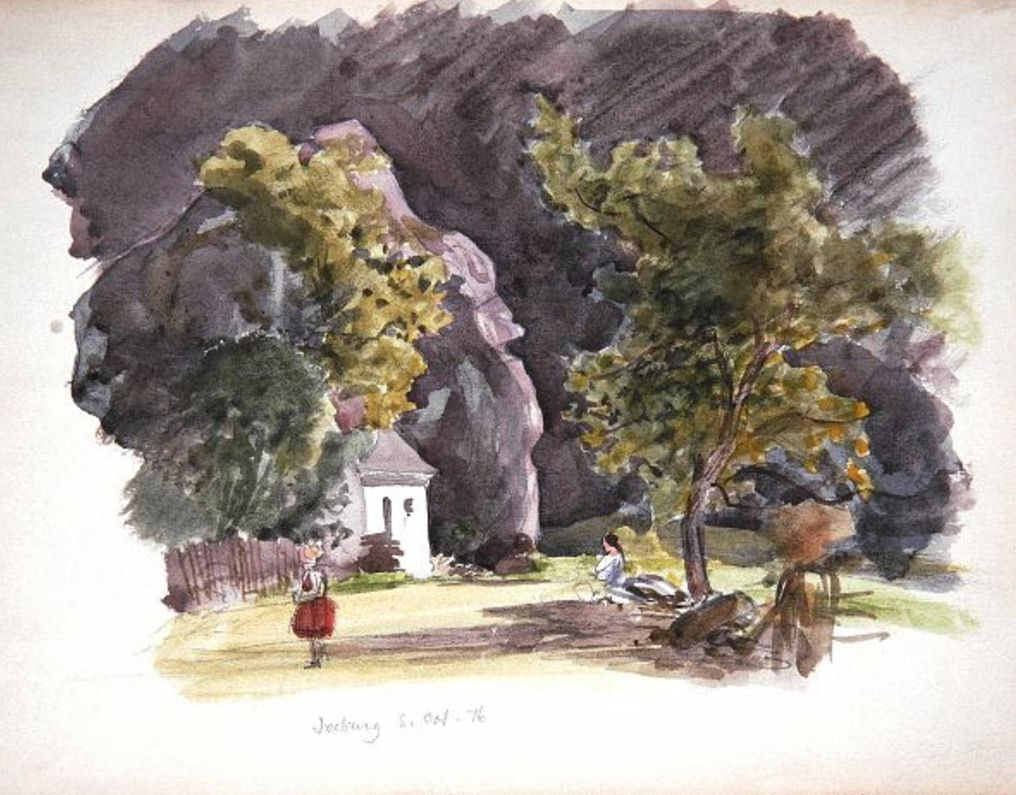
Seeburg um 1870, Zeichnung von General Eduard von Kallee

Der Mundschenk Hans von Aubern erhielt 1336 von den Grafen Ludwig und Ulrich den Weiler ob Seeburg. 1695 wurde der Auchenhof vom Herzog Eberhard Ludwig an vier Bauern verkauft. 1837 ging er in die Hände des Hofmarschalls C. von Hayn über; ab 1899 betrieben die neuen Besitzer des Schlosses, Familie Warburg, hier eine Landwirtschaft. 1938 wurde das Anwesen zwischen den Gemeinden Trailfingen und Seeburg aufgeteilt; das Hofgut wurde zur Jungviehweide der Vorgängerin der heutigen Rinderunion Baden-Württemberg. Später wurde es den rechtmäßigen Besitzern zurückgegeben.

### Ehrenmal
Auf dem Burgberg befindet sich ein Ehrenmal, das von Gabriel Georg Warburg und Lucie Lea Warburg in Auftrag gegeben wurde. Es wurde von Fritz Steisslinger entworfen und 1920 vom Steinmetzmeister Karl Gräter erbaut.

### Grablegen der Familie von Hayn
Grablegen zahlreicher Mitglieder der Familie von Hayn befinden sich in Seeburg.

### Ermsquelle
Die in Tuff gehauene Brunnenstube aus dem Jahr 1895 wurde von Regierungsrat Deutelmoser ausgeführt, Staatsarchiv Ludwigsburg. Die mittlere Schüttung der Quelle beträgt 400 l/s.

### Kraftwerk Erms
Das Kraftwerk aus dem Jahr 1920 wurde von Chr. Döbler gebaut und diente der Stromversorgung des Zementwerkes Münsingen und Seeburgs. Es wurde eingerichtet, nachdem die Untere Talmühle nicht mehr in Betrieb war. Der Strom wird heute ins Netz zum Umspannwerk Seetal eingespeist. Das Kraftwerk kann auf Anfrage bei den Stadtwerken Münsingen besichtigt werden.

### Fotos

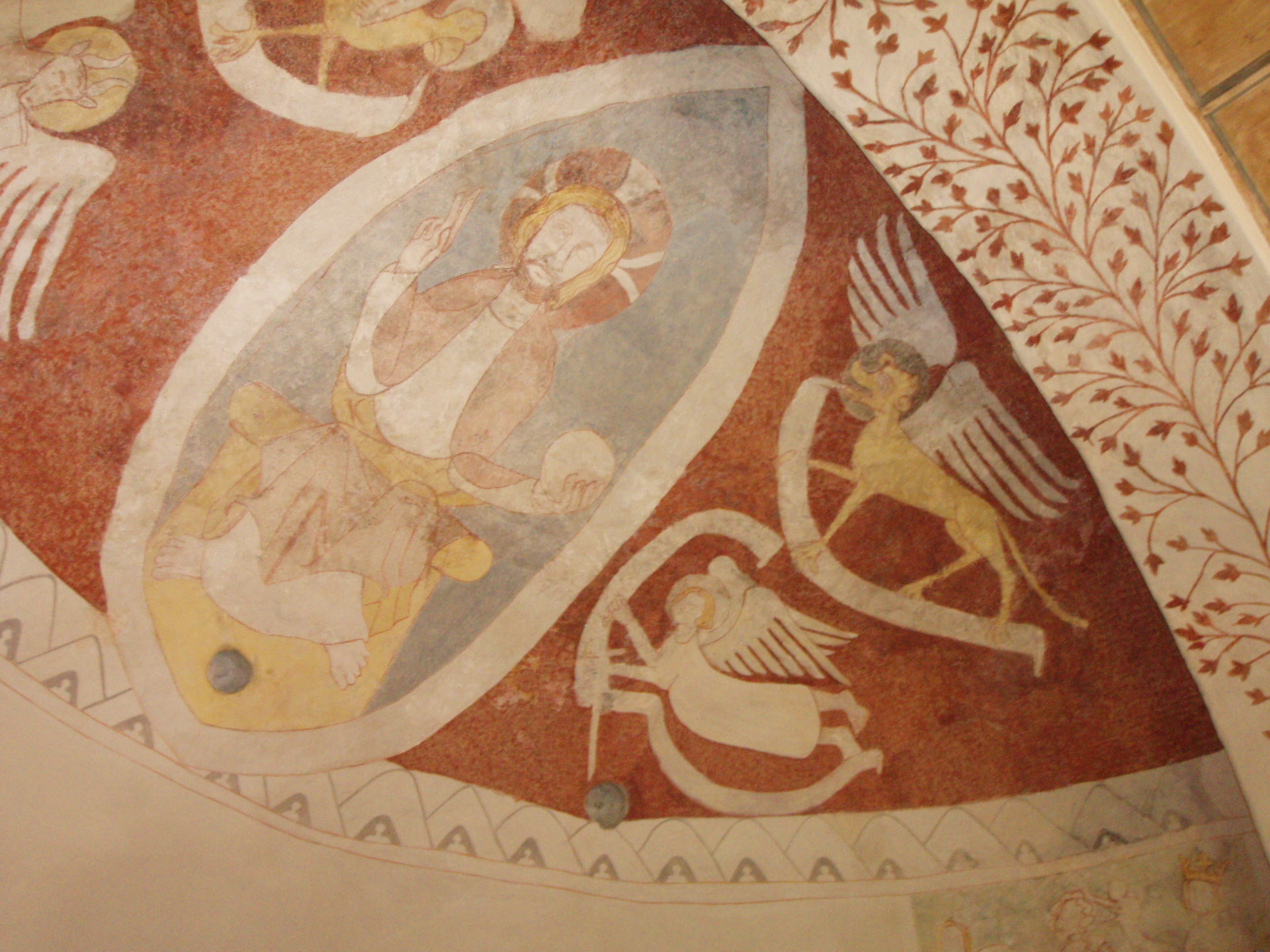
Seccomalerei in der romanischen Apsis der Johanneskirche (13. Jahrhundert)
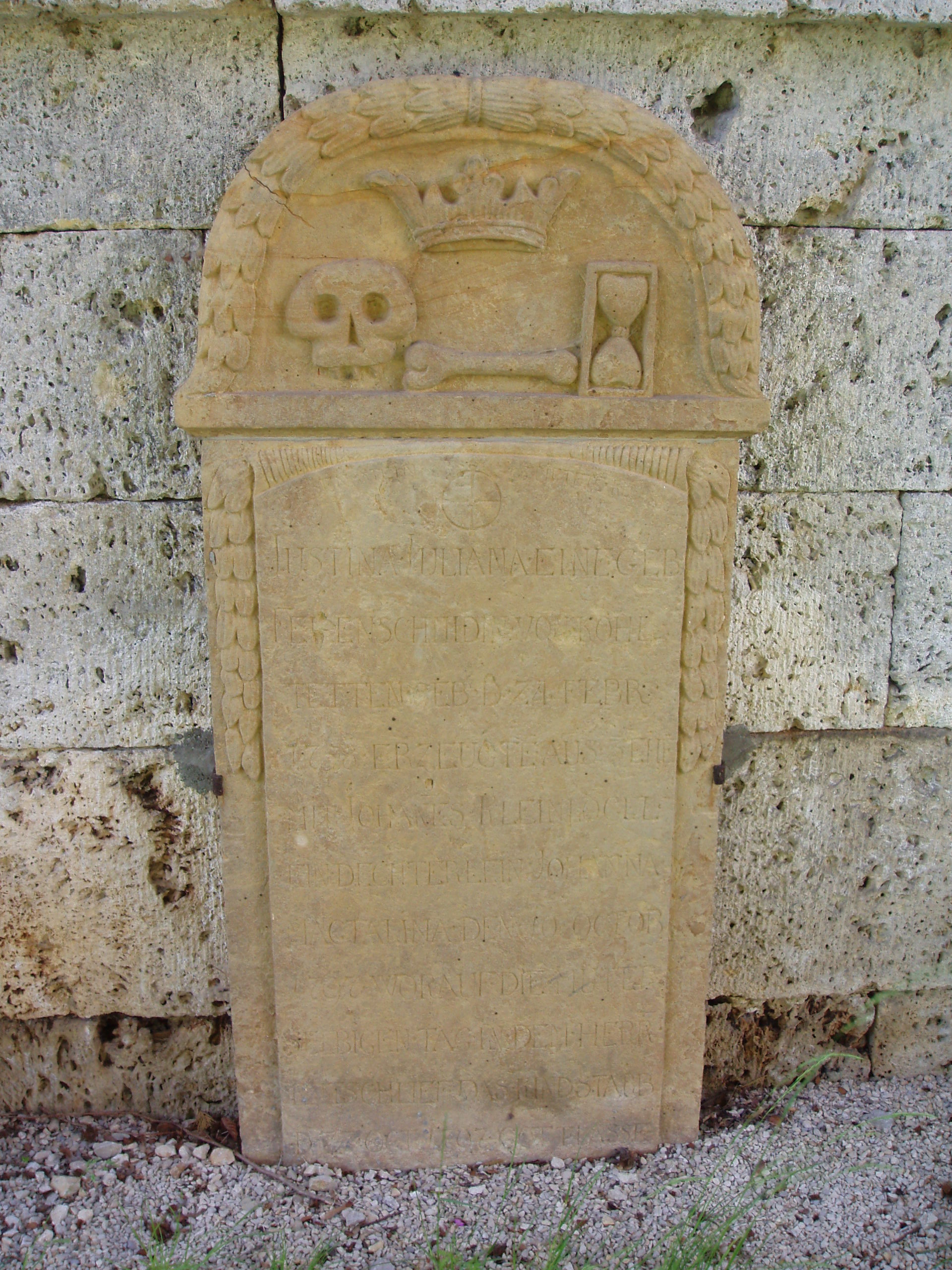
Alter Grabstein
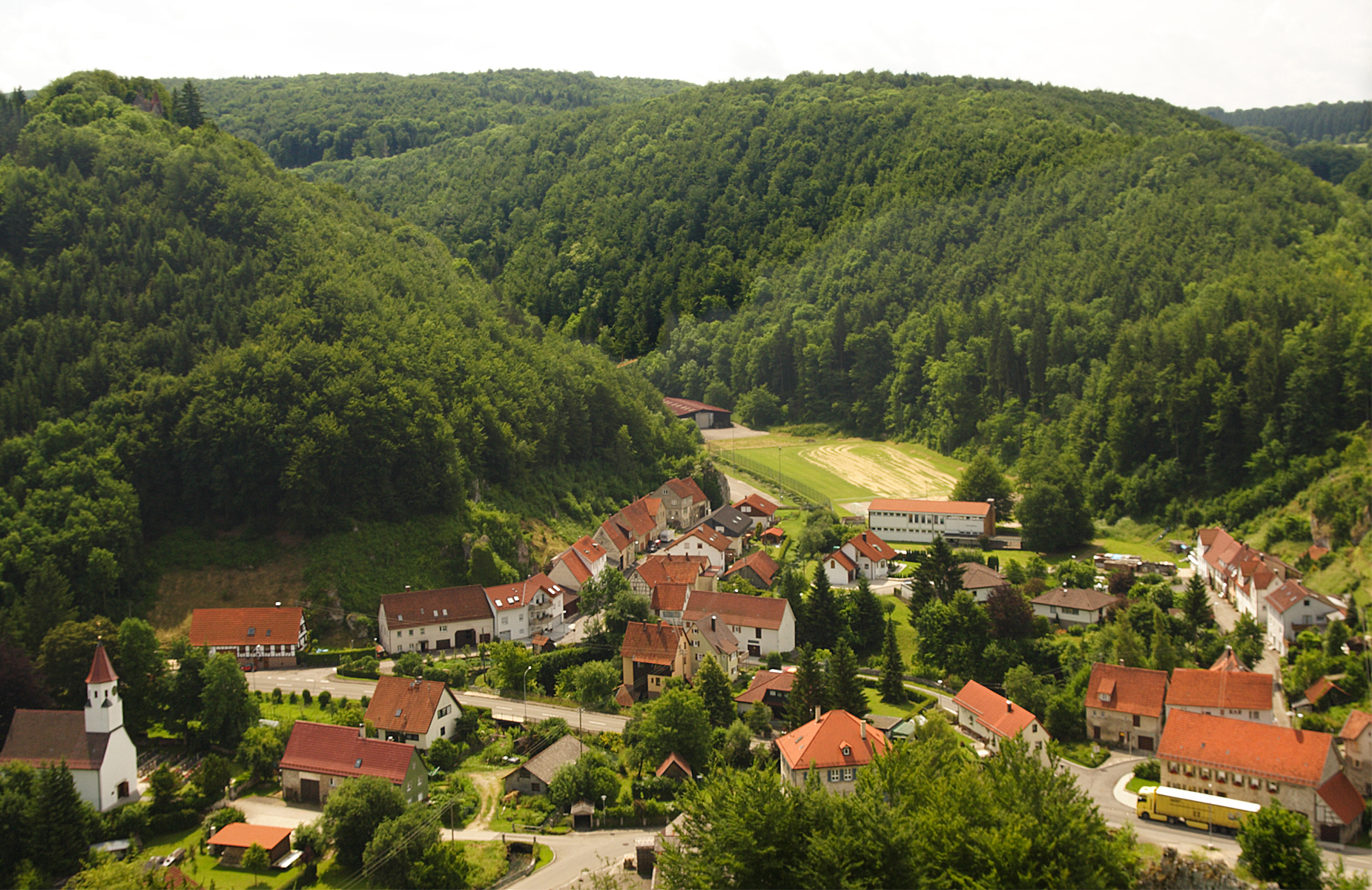
Alt-Seeburg auf großen Kalktuffbarren gebaut. Steinbrüche wieder zugebaut/zugewachsen. Hinten kommt die Erms aus dem Mühltal
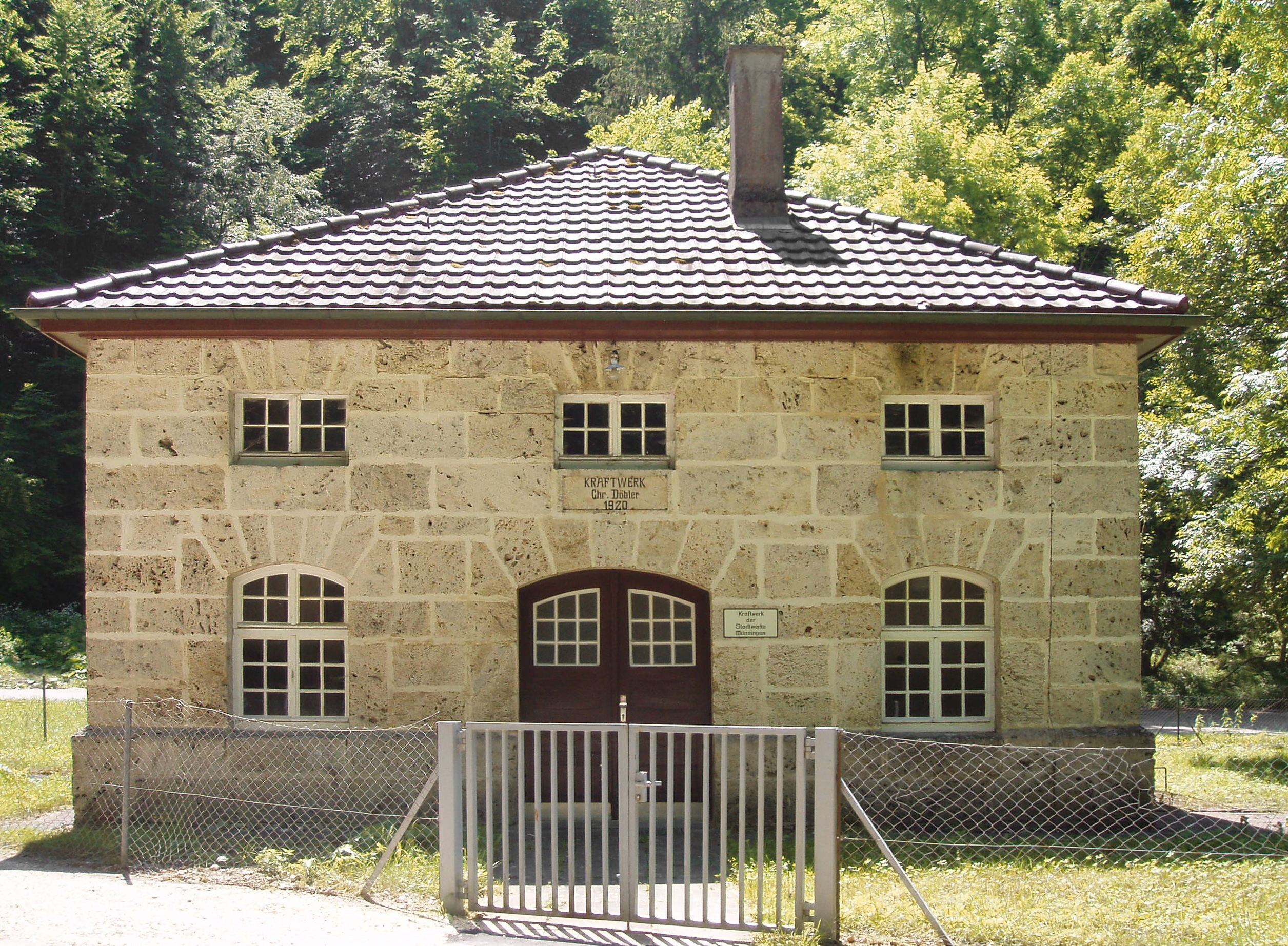
Wasserkraftwerk Seeburg aus Erms-Kalktuff
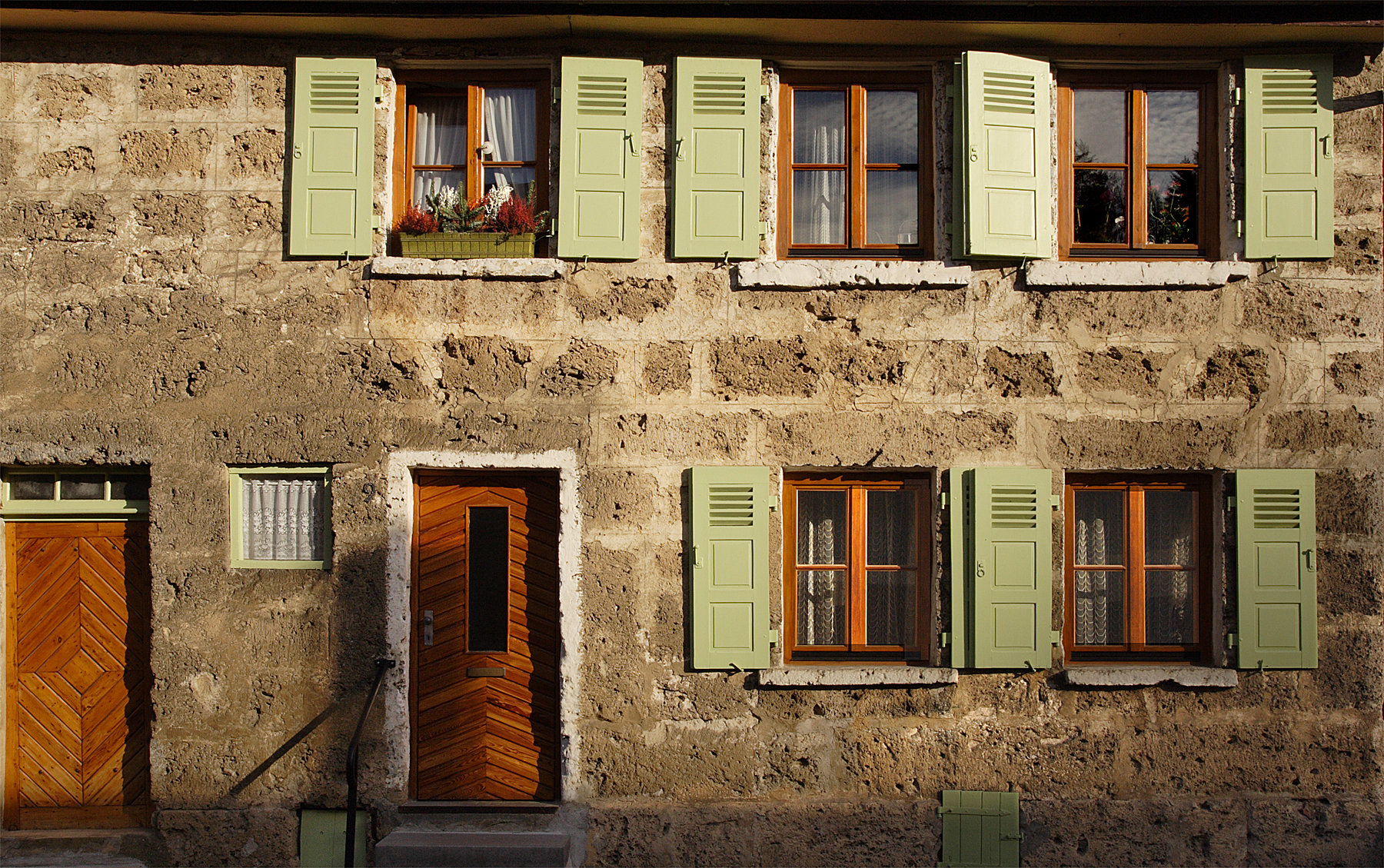
Altes Haus aus Kalktuff
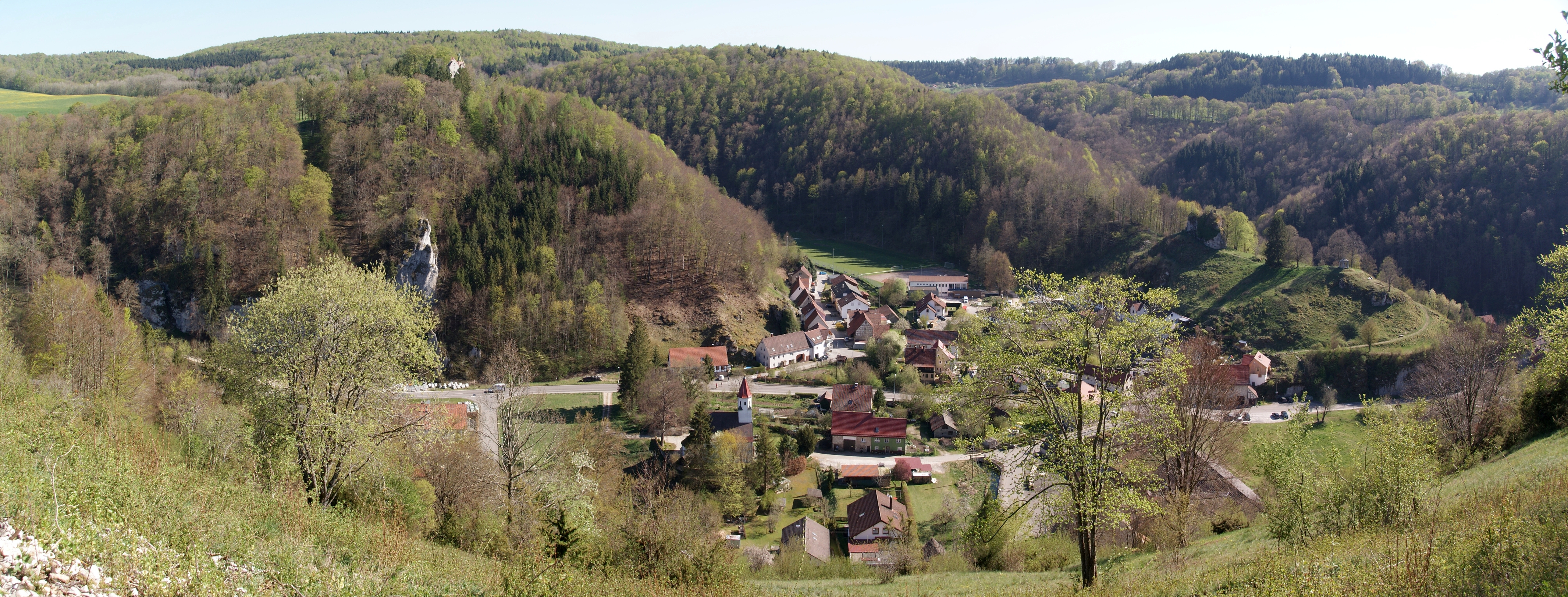
Panoramablick vom Hartberg